# 講壇
講壇 (こうだん、pulpit) は、キリスト教会において教役者が礼拝を導き、説教を行う場所。説教することを講壇に立つという。またキリスト教会において、初期教会などの聖書朗読台、または講壇のことをアンボ ambo という。これは後期ラテン語である。語源となった pulpitum はラテン語で、英語の pulpit は1338年からこの形で見える。
朗読台のように机のように作られたもの、教会の部屋の片隅に作られたおなじみのスタイルなどがあるが、ハッカーフォートなどを行わないので、シナゴーグのビーマーのように周りを通路にしたものは無い。

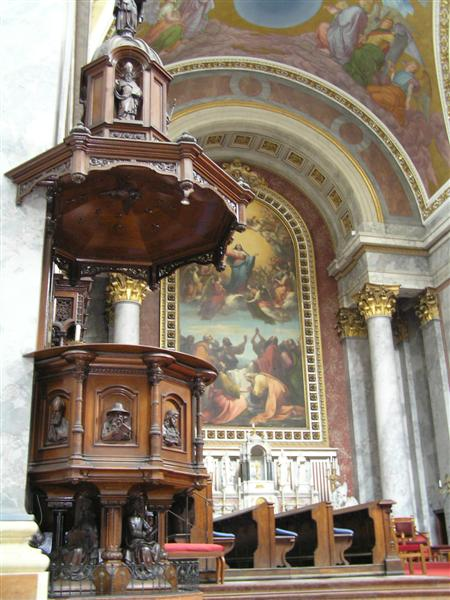
エステルゴム
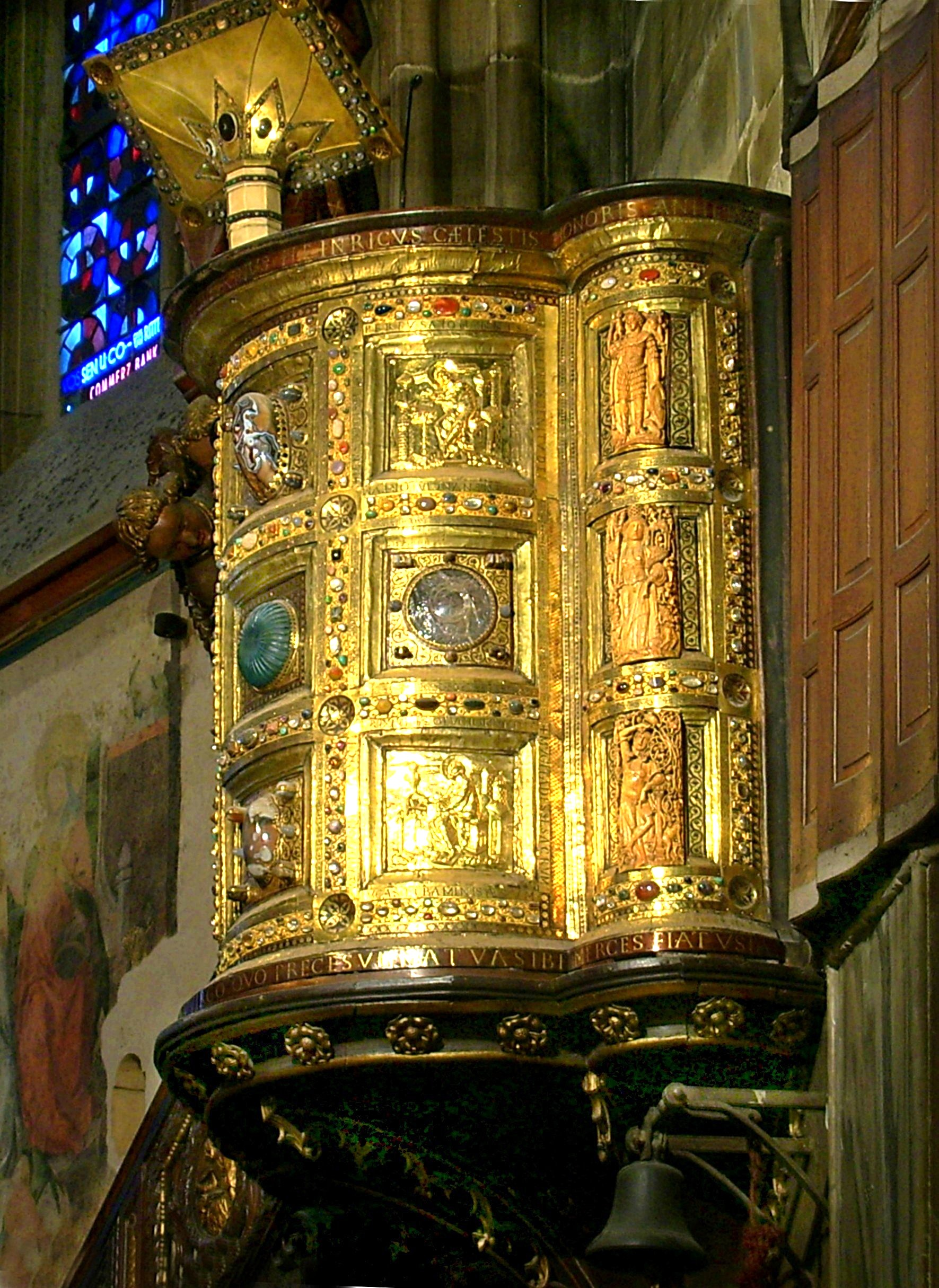
アーヘン大聖堂
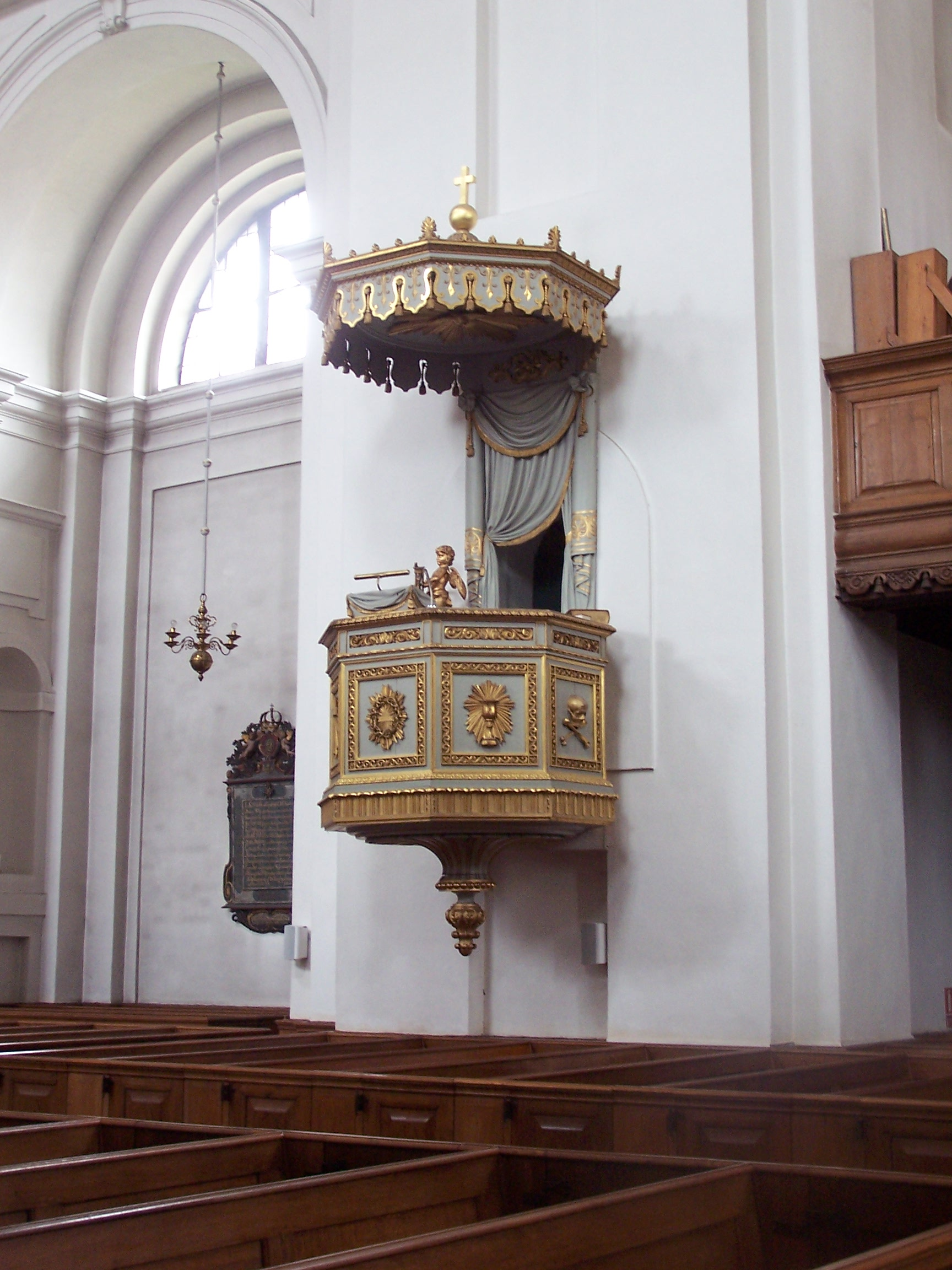
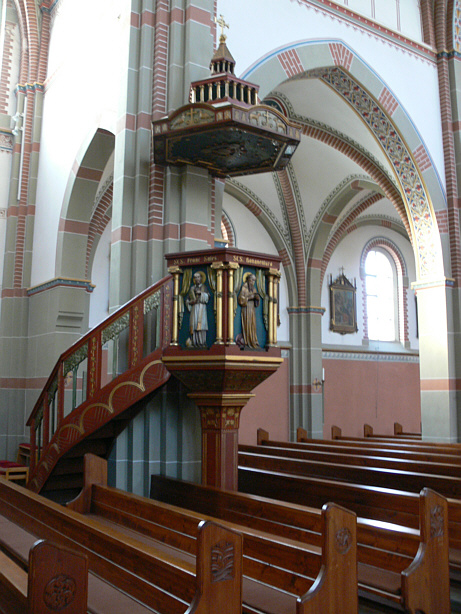

## シナゴーグの講壇
シナゴーグにおいて、ビーマーの上に設置された朗読台が特にアンムード עַמּוּד 'ammud、オメド 'omed（アシュケナジム式）― 「柱」の意味 ―などと称される。

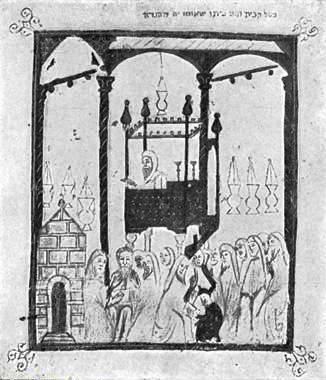
14世紀のシナゴーグ
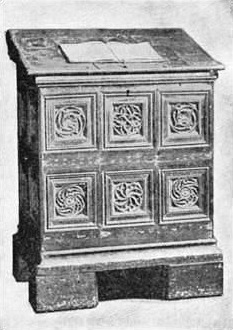
16世紀初期、モデナ